# Dubai Motor City
Dubai Motor City là một khu bất động sản ở Dubai, Các Tiểu vương quốc Ả Rập thống nhất, bởi Union Properties (một công ty phát triển bất động sản của UAE). Dựa trên một chủ đề thể thao động cơ và bao gồm khu dân cư, tháp bất động sản, cơ sở thể thao, bán lẻ và công viên giải trí.
Các cơ sở hạ tầng chính của Dubai Motor City là:
- Dubai Autodrome - Đường đua được chứng nhận FIA dài 5,39 km được khai trương vào tháng 10 năm 2004. Điểm thu hút đầu tiên của Dubailand được mở cửa.
- UpTown MotorCity - Một dự án căn hộ chung cư thấp tầng bao gồm các khu giải trí, công viên và trường học.
- Green Community MotorCity - Khu dân cư phát triển bao gồm các biệt thự gia đình, nhà phố và nhà gỗ cũng như các căn hộ cao cấp.
- Công viên BusinessCity MotorCity - Không gian văn phòng tại một số tòa tháp cao tầng và không gian bán lẻ bao gồm phòng trưng bày ô tô và các cửa hàng liên quan đến ô tô khác.
- F1-X Dubai - Công viên giải trí Formula One.

Ngoài Dubai Autodrome được khai trương vào năm 2004, các dự án còn lại trong MotorCity sẽ hoàn thành vào năm 2009. Tuy nhiên, vào tháng 2/2009 Union Properties đã thông báo rằng công viên giải trí F1-X sẽ bị trì hoãn kéo dài do khủng hoảng tài chính toàn cầu cùng các vấn đề khác. Việc bàn giao UpTown MotorCity cho chủ sở hữu bắt đầu trong giai đoạn tháng 3 năm 2009 và tất cả các đơn vị dân cư hiện nay đã được bàn giao đầy đủ.
Dubai Motor City hiện có nhiều cửa hàng bán lẻ khác nhau, từ siêu thị lớn đến nhiều nhà hàng và cửa hàng khác.
Kể từ khi cuộc khủng hoảng tài chính toàn cầu tàn phá nền kinh tế của Dubai vào cuối năm 2008, một số khía cạnh của dự án đã hoàn toàn dừng lại, khiến Marriott Hotel và Công viên Giải trí F1-X mới được xây dựng một nửa.

## Dự án cần thực hiện
- Karting
- Thẻ Laser
- Ăn uống và giải trí
- Đạp xe
- Đua xe